# 투 콜드 스콜피오

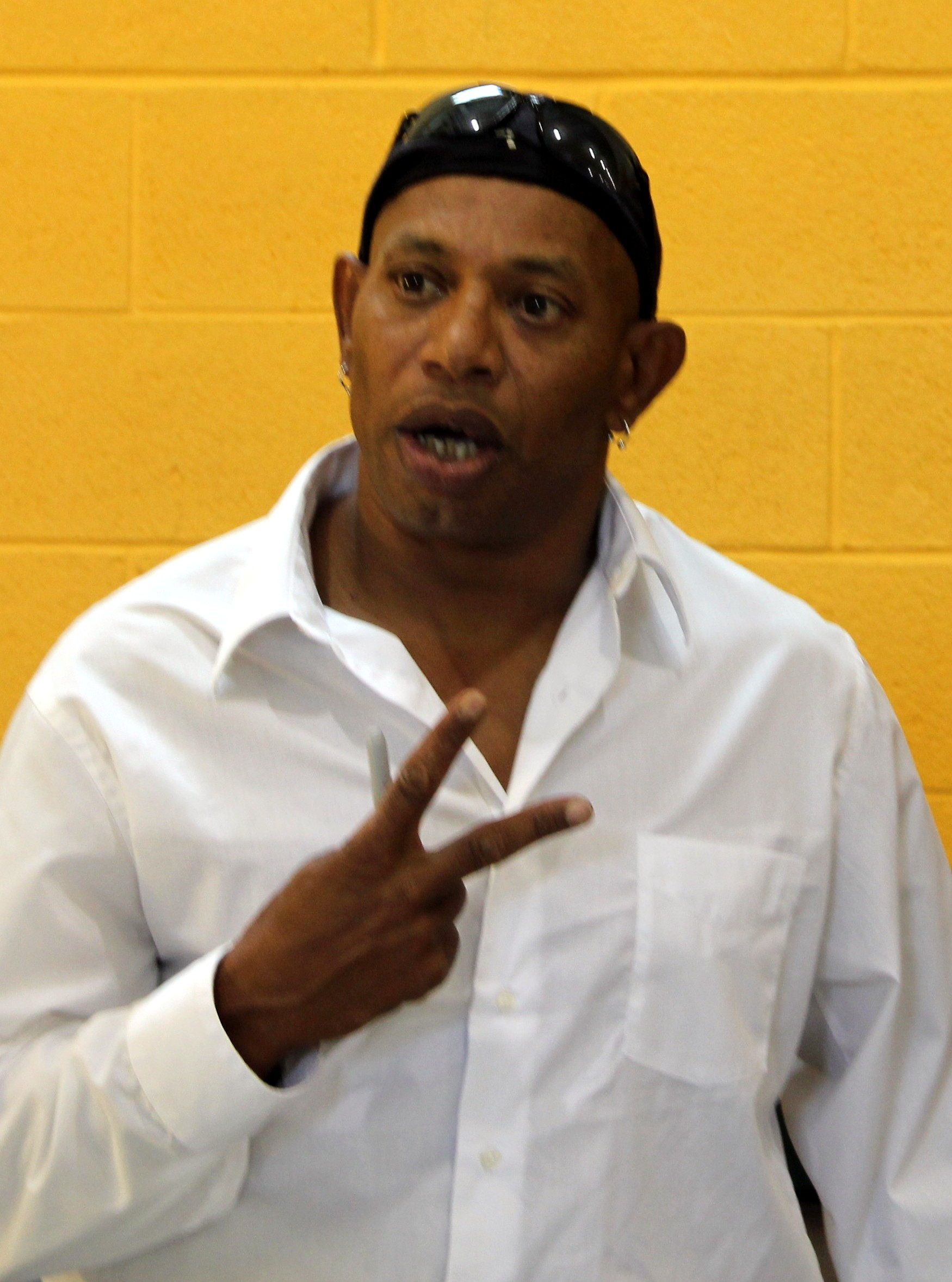

투 콜드 스콜피오(To Cold Scorpio)는 본명은 샤를로스 베르나르 스캑스(Charles Bernard Scaggs, 1965년 10월 25일 ~ )는 미국의 남자 프로레슬링선수다. 그러나 WWF 시절은 1996년 ~ 1998년까지는 다양한 여성 2분과 같이 춤을 추는 인기 있었다고 한다. WWF 링네임 시절에는 플래쉬 펑크(Flash Funk)하고 그리고는 1998년 ~ 1999년까지는 스콜피오(Scorpio)로 사용을 한적도 있었다. 그리고 TNA 하드코어 저스티스 2010에서 CW 앤더슨이랑 대결도 있었다. 키는 181cm(5 ft 11 in) 몸무게는 110kg(243 lb)이다. 피니쉬는 디스 댓 두 낫 미스/펑키 플래쉬 스플래쉬/스콜피오 스플래쉬(다이빙 사백오십도 스플래쉬), 드롭 더 밤(다이빙 문설트 레그 드롭), 텀블위드(다이빙 코크스크류 섬머솔트 레그 드롭)으로 사용을 한다.

## Professional wrestling highlights
- Finishing moves
  - Diss That Don't Miss (WCW) / Scorpio Splash (ECW / Independent circuit) / Funky Flash Splash (WWE/WWF)  (Diving 450° splash) - Innovated
  - Drop the Bomb (Diving moonsault leg drop)
  - Tumbleweed (Diving corkscrew somersault leg drop)
- Signature moves
  - Diving moonsault
  - Diving shooting star press
  - Knee lift
  - Mutltple kick variations
    - Jumping drop
    - Spinning back
    - Super

  - Mutltple leg drop variations
    - Corner slingshot
    - Diving
    - Somersault, sometimes from the third string

  - Mutltple powerbomb variations
    - Jumping
    - Sitout
    - Sunset flip

  - Mutltple suplex variations
    - Fisherman
    - Double underhook
    - German

  - Powerslam
  - Slingshot corkscrew crossbody
- Managers
  - FIy Girl / Funkette Nadine
  - Fly Girl / Funkette Tracy
  - Jazz
  - Theodore Long
  - Woman
- Entrance themes
  - "Wild Thing" by Tone Loc (NJPW / AJPW)
  - "The Lumpty Dance" from Aircraft Music Library (WCW)
  - "2 Cold Scorpio" by Michael Seitz and Darwin Conort (WCW / CWA)
  - "Whoomp! (There It Is)" by Tag Team (ECW)
  - "Jungle Boogie" by Kool & The Gang (ECW)
  - "Can't Get Enough (The Flash)" by Jim Johnston (WWE/WWF)
  - "Armed & Rambunctious" by Steve Goomas & Dougvid Perkins (WWF) (with the JOB Squad)
  - "The Funky Headhunter" by MC Hammer (Noah)
  - "It's Not Easy" by Dale Oliver (TNA)

## 수상
- ASWA 월드 헤비웨이트 챔피언 (1회)
- 레이 데 불라도레스 (2013)
- ECW 월드 태그팀웨이트 챔피언 (1회) - 샌드맨
- ECW 월드 텔레비전웨이트 챔피언 (4회)
- 하드코어 홀 오프 페인 (2014)
- GWF 월드 헤비웨이트 챔피언 (1회)
- PCW 월드 헤비웨이트 챔피언 (1회)
- PSW 월드 코텔 시티 헤비웨이트 챔피언 (1회)
- PWI 랭크드 힘 #201 오프 더 500 베스트 싱글즈 레슬러 오프 더 "PWI 이열" 인 2013
- GHC 월드 오픈웨이트 하드코어 (1회)
- GHC 월드 태그팀웨이트 챔피언 (2회) - 베이더 (1회), 더그 윌리엄스 (1회)
- PWU 월드 헤비웨이트 챔피언 (3회)
- WCW 월드 태그팀웨이트 챔피언 (1회) - 마커스 알렉산더로 백웰
- 베스트 레슬링 매뉴벌 (1992) 450° 스플래쉬
- 모스 언더레이티드 레슬러 (1997)